# 青山ミチ
青山 ミチ（あおやま みち、本名: 八木 フサ子〈やぎ ふさこ〉、1949年〈昭和24年〉2月7日 - 2017年〈平成29年〉1月）は、日本の元ポップ、ロック歌手。
代表曲に「涙の太陽」「ミッチー音頭」「叱らないで」「恋のゴーカート」「恋はスバヤク」などがある。

## 人物・来歴

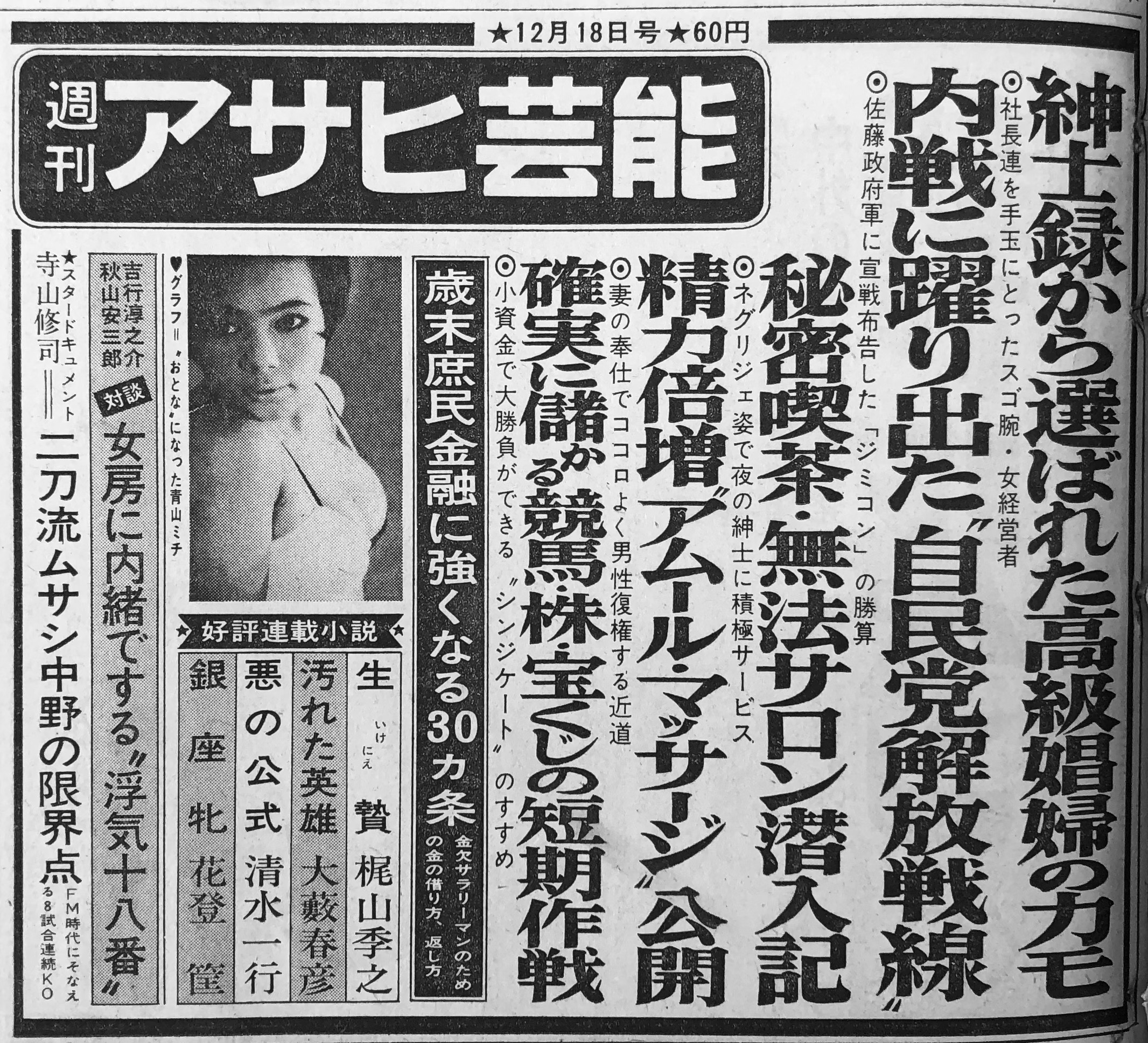
『週刊アサヒ芸能』1966年12月18日号の新聞広告

神奈川県横浜市出身。父親が在日米軍のアメリカ人兵（黒人と報じられることもあったが菊地史彦は白人と断定している）で母親が日本人（八木キミ子）。横浜中華街でバーを営んでいた母は育児のいとまがなく祖母に任せた。若いころ長唄などを習った経験を有する祖母は歌謡曲のファンであったので、歌の本を買い与えたりしたという。
横浜市立港中学校の1年生だった1962年（昭和37年）3月、横浜のジャズ喫茶「テネシー」で素人ジャズコンテストがあり、祖母の同伴のもとこのコンテストに出場したところ３位で入賞した。このときコンテストを主催したプロダクション、エコープロの社長に「一位、二位と比べると日本人では出せない強烈なパンチをもっている」と見いだされ同プロから芸能界デビューを果たす。2年生に進級後の夏休み中に「青山ミチ」の芸名を与えられ、『歌のカルテ』（NETテレビ）、『明治屋マイ・マイ・ショー』（フジテレビ）に出演、同年9月1日にはポリドール・レコード（日本グラモフォン、現・ユニバーサル ミュージック）と専属契約を結ぶ。契約直後ジャズ喫茶「新宿ＡＣＢ」のステージで「カモナ・ダンス」を歌ったが、このときのライブ録音が同年12月発売のオムニバスＬＰ「かっこいい十人」に収録されている。
単独でのレコードデビューは同年10月の「ひとりぼっちで想うこと」。当時は13歳だったが既に身長160センチメートル（cm）、バスト93cm、ヒップ90cmに達していた。
パワフルでパンチのある唄声で「ミッチー」の愛称で親しまれ、ジャンニ・モランディの曲をカバーした「恋のゴーカート」や、ガス・バッカスの曲をカバーした「恋はスバヤク」などを発表した。また、1963年（昭和38年）には「ミッチー音頭」が、1965年（昭和40年）には、エミー・ジャクソンと競作となった「涙の太陽」が小ヒットした。1960年代後半には生き別れたアメリカ人の父親を捜そうとしてニュースにもなっている。
「風吹く丘で」の発売を控えた1966年（昭和41年）11月に覚醒剤で逮捕され、レコードの発売がお蔵入りとなった。同曲は後に「亜麻色の髪の乙女」に改題され、ヴィレッジ・シンガーズが歌いヒットした。その後日本クラウンに移籍し活動を再開。10代後半でバスト1mを超えたグラマラスな魅力もアピールし「淋しさでいっぱい」のB面ジャケットや映画『進め!ジャガーズ 敵前上陸』ではビキニ姿を披露した。1968年（昭和44年）には「叱らないで」を発表した。
1974年（昭和49年）3月に万引きで現行犯逮捕。当時はキャバレーの歌の営業で、月200万円ほどの収入があったとも報道された。1978年（昭和53年）10月には再び覚醒剤で逮捕され、芸能界から追放状態となる。その後、1999年にも3度目の覚醒剤による逮捕で実刑判決を受け、表舞台から完全に姿を消した。
その後は長らく消息不明だったが、娘と2人で生活保護を受けながら暮らしていることがテレビ番組『あの人は今!?』の調査で判明した。また、アメリカに父方の彼女の異父姉妹に当たる姉がおり、2009年（平成21年）に妹のミチを捜し続けて、彼女の情報提供を呼びかけていた。
2017年（平成29年）1月、急性肺炎のため神奈川県横須賀市の自宅で死去。1月25日に親族が自宅を訪れたところ死亡しているのが発見された。67歳没。

## ディスコグラフィ

### シングル
- レーベル
  - 1 - 25：ポリドール（1962年 - 1966年）
  - 26 - 38：日本クラウン（1966年 - 1972年）

| #  | 発売日         | 曲順 | タイトル                   | 作詞             | 作曲                        | 編曲             | 規格品番 |
| -- | -------------- | ---- | -------------------------- | ---------------- | --------------------------- | ---------------- | -------- |
| 1  | 1962年 10月1日 | A面  | ひとりぼっちで想うこと     | 水島哲           | 中島安敏                    | 中島安敏         | DJ-1270  |
| 1  | 1962年 10月1日 | B面  | ヴァケイション             | 漣健児           | H.Hunter H.Temkin C.Francis | 山田三郎         | DJ-1270  |
| 2  | 1962年 12月1日 | A面  | 涙の砂丘                   | 若山かほる       | 中島安敏                    | 中島安敏         | DJ-1277  |
| 2  | 1962年 12月1日 | B面  | レインボー・ガール         | 若山かほる       | 中島安敏                    | 中島安敏         | DJ-1277  |
| 3  | 1963年 1月10日 | A面  | 星空の道                   | 水島哲           | 中島安敏                    | 中島安敏         | DJ-1287  |
| 3  | 1963年 1月10日 | B面  | わたしの願い               | 水島哲           | 中島安敏                    | 中島安敏         | DJ-1287  |
| 4  | 1963年 1月25日 | A面  | 若い樹々                   | 水島哲           | 中島安敏                    | 川上義彦         | DJ-1298  |
| 4  | 1963年 1月25日 | B面  | 涙のシャボン玉             | 水島哲           | 菅野邦彦                    | 菅野邦彦         | DJ-1298  |
| 5  | 1963年 5月     | A面  | ひとつの花が咲くときに     | 水木かおる       | 藤原秀行                    | 藤原秀行         | DJ-1324  |
| 5  | 1963年 5月     | B面  | 淋しいときには             | 水木かおる       | 藤原秀行                    | 筒井広志         | DJ-1324  |
| 6  | 1963年 5月     | A面  | ミッチー音頭               | 岩瀬ひろし       | 伊部晴美                    | 伊部晴美         | DJ-1324  |
| 6  | 1963年 5月     | B面  | いたずらなミッチー         | 若山かほる       | 伊部晴美                    | 伊部晴美         | DJ-1324  |
| 7  | 1963年 7月1日  | A面  | 恋のゴーカート             | 大谷亘           | E.Morricone                 | 筒井広志         | DJ-1367  |
| 7  | 1963年 7月1日  | B面  | 夜がいっぱい               | 司淳             | B.Raleigh A.Wayne           | 筒井広志         | DJ-1367  |
| 8  | 1963年 9月     | A面  | 東京こんちわ               | 富田英三         | 和泉国康                    | 和泉国康         | DJ-1367  |
| 8  | 1963年 9月     | B面  | 遠い道                     | 水島哲           | 中島安敏                    | 中島安敏         | DJ-1367  |
| 9  | 1963年 10月    | A面  | ミッチーマーチ             | 岩瀬ひろし       | 伊部晴美                    | 伊部晴美         | DJ-1382  |
| 9  | 1963年 10月    | B面  | おとなはきらい             | 若山かほる       | 伊部晴美                    | 伊部晴美         | DJ-1382  |
| 10 | 1963年 11月    | A面  | ABCからZまで               | 岩瀬ひろし       | 伊部晴美                    | 伊部晴美         | DJ-1394  |
| 10 | 1963年 11月    | B面  | スポーツカーでぶっとばせ   | 滝田順           | 伊部晴美                    | 伊部晴美         | DJ-1394  |
| 11 | 1963年 12月    | A面  | いろはにほへと             | 岩瀬ひろし       | 伊部晴美                    | 伊部晴美         | DJ-1405  |
| 11 | 1963年 12月    | B面  | 恋は陽気に朗らかに         | 岩瀬ひろし       | 水時富士夫                  | 川上義彦         | DJ-1405  |
| 12 | 1964年 3月     | A面  | ヨコハマ・ブルース         | 岩瀬ひろし       | 伊部晴美                    | 伊部晴美         | DJ-1422  |
| 12 | 1964年 3月     | B面  | ジャンケンポン             | 岩瀬ひろし       | 伊部晴美                    | 伊部晴美         | DJ-1422  |
| 13 | 1964年 4月     | A面  | 恋はスバヤク               | すぎやまこういち | J.D.Loudermilk              | 中島安敏         | DJ-1444  |
| 13 | 1964年 4月     | B面  | シャムネコ天使             | 秋田圭           | 中島安敏                    | 中島安敏         | DJ-1444  |
| 14 | 1964年 7月     | A面  | ボクは特急の機関手で       | 三木鶏郎         | 三木鶏郎                    | 伊部晴美         | SDR-1001 |
| 14 | 1964年 7月     | B面  | ミッチーの風船旅行         | 水木かおる       | 伊部晴美                    | 伊部晴美         | SDR-1001 |
| 15 | 1964年 9月     | A面  | 恋のピーラッタ             | 水木かおる       | 真木陽                      | 伊部晴美         | SDR-1018 |
| 15 | 1964年 9月     | B面  | ワッペンルックでレッツゴー | 水木かおる       | 伊部晴美                    | 伊部晴美         | SDR-1018 |
| 16 | 1964年 10月    | A面  | 夢の超特急                 | 岩瀬ひろし       | 伊部晴美                    | 伊部晴美         | SDR-1036 |
| 16 | 1964年 10月    | B面  | ロマンス超特急             | 水木かおる       | 伊部晴美                    | 伊部晴美         | SDR-1036 |
| 17 | 1964年 12月    | A面  | 波止場キッド               | 水木かおる       | 真木陽                      | 伊部晴美         | SDR-1046 |
| 17 | 1964年 12月    | B面  | 前向き横向き後向き         | 岩瀬ひろし       | 伊部晴美                    | 伊部晴美         | SDR-1046 |
| 18 | 1965年 2月     | A面  | ムズムズ                   | 水木かおる       | 早川博二                    | 早川博二         | SDR-1065 |
| 18 | 1965年 2月     | B面  | まかり出ました女の子       | 南雲啓           | 岩崎宏康                    | 筒井広志         | SDR-1065 |
| 19 | 1965年 3月     | A面  | 世界の恋は君のもの         | 岩瀬ひろし       | M.Shuman C.Westlake         | 筒井広志         | SDR-1073 |
| 19 | 1965年 3月     | B面  | LOVE                       | 漣健児           | B.Kaempfert                 | 筒井広志         | SDR-1073 |
| 20 | 1965年 5月25日 | A面  | 涙の太陽                   | 湯川れい子       | 中島安敏                    | 中島安敏         | SDR-1114 |
| 20 | 1965年 5月25日 | B面  | あこがれはいつも心に       | 安井かずみ       | P.Ciampi G.Monaldi          | 中島安敏         | SDR-1114 |
| 21 | 1965年 6月     | A面  | 太陽の恋 GO-GO             | 安井かずみ       | チャーリー石黒              | チャーリー石黒   | SDR-1100 |
| 21 | 1965年 6月     | B面  | 野良犬のブルース           | 滝田順           | 伊部晴美                    | 伊部晴美         | SDR-1100 |
| 22 | 1965年 8月     | A面  | レットキス                 | なかにし礼       | R.Lehtinen                  | 中島安敏         | SDR-1122 |
| 22 | 1965年 8月     | B面  | すてきなジェンカ           | 福生ひろし       | J.Salo                      | 中島安敏         | SDR-1122 |
| 23 | 1966年 3月     | A面  | 太陽が沈むとき             | なかにし礼       | 中島安敏                    | 中島安敏         | SDR-1169 |
| 23 | 1966年 3月     | B面  | 素敵なあなた               | なかにし礼       | 中島安敏                    | 中島安敏         | SDR-1169 |
| 24 | 1966年 7月     | A面  | ワン・ナイト・ワン・キス   | 浜口庫之助       | 浜口庫之助                  | 早川博二         | SDR-1204 |
| 24 | 1966年 7月     | B面  | ロンリー・ガール           | 浜口庫之助       | 浜口庫之助                  | 早川博二         | SDR-1204 |
| 25 | 1966年 11月1日 | A面  | 風吹く丘で                 | 橋本淳           | すぎやまこういち            | すぎやまこういち | SDR-1234 |
| 25 | 1966年 11月1日 | B面  | 銀のイニシアル             | 橋本淳           | すぎやまこういち            | すぎやまこういち | SDR-1234 |
| 26 | 1966年 12月1日 | A面  | 情熱の波止場               | 東ひろし         | 佐伯一郎                    | 大西修           | CW-590   |
| 26 | 1966年 12月1日 | B面  | 青いシャンデリヤ           | 牧之瀬明子       | 佐伯一郎                    | 大西修           | CW-590   |
| 27 | 1967年 4月1日  | A面  | 男ブルース                 | 東山敏夫         | 佐伯一郎                    | 小杉仁三         | CW-641   |
| 27 | 1967年 4月1日  | B面  | 女ブルース                 | 大橋早苗         | 佐伯一郎                    | 小杉仁三         | CW-641   |
| 28 | 1967年 6月1日  | A面  | 淋しさでいっぱい           | 湯川れい子       | 叶弦大                      | 小杉仁三         | CW-660   |
| 28 | 1967年 6月1日  | B面  | 太陽と遊ぼう               | 湯川れい子       | 叶弦大                      | 小杉仁三         | CW-660   |
| 29 | 1967年 9月1日  | A面  | マンハッタン・ブルース     | 湯川れい子       | 叶弦大                      | 小杉仁三         | CW-707   |
| 29 | 1967年 9月1日  | B面  | 雨の日の待ちぼうけ         | 水沢圭吾         | 叶弦大                      | 小杉仁三         | CW-707   |
| 30 | 1967年 12月1日 | A面  | 港ブルース                 | 星野哲郎         | 山崎正清                    | 山崎正清         | CW-765   |
| 30 | 1967年 12月1日 | B面  | しかたないのよ             | 星野哲郎         | 小杉仁三                    | 小杉仁三         | CW-765   |
| 31 | 1968年 2月1日  | A面  | 叱らないで                 | 星野哲郎         | 小杉仁三                    | 小杉仁三         | CW-776   |
| 31 | 1968年 2月1日  | B面  | 女と酒                     | 星野哲郎         | 小杉仁三                    | 小杉仁三         | CW-776   |
| 32 | 1968年 6月1日  | A面  | 俺のブルース               | 南ひかる         | 倉若晴生                    | 小杉仁三         | CW-822   |
| 32 | 1968年 6月1日  | B面  | 恋の芽ばえ                 | たかかおる       | 叶弦大                      | 小杉仁三         | CW-822   |
| 33 | 1969年 2月10日 | A面  | 泣く女                     | 高橋譲治         | 三木たかし                  | 三木たかし       | PW-51    |
| 33 | 1969年 2月10日 | B面  | 女なの…                    | 高橋譲治         | 嵐一平                      | 井上忠也         | PW-51    |
| 34 | 1970年 2月1日  | A面  | 命のかたみ                 | 片山エツ子       | 彩木雅夫                    | 井上忠也         | PW-85    |
| 34 | 1970年 2月1日  | B面  | 女の涙                     | 原譲治           | 原譲治                      | 井上忠也         | PW-85    |
| 35 | 1970年 6月1日  | A面  | おもちゃの女               | 西沢爽           | 久保雄峯                    | 井上忠也         | PW-94    |
| 35 | 1970年 6月1日  | B面  | 夜がふりかえる             | 高橋譲治         | 久保雄峯                    | 井上忠也         | PW-94    |
| 36 | 1970年 9月25日 | A面  | 雨の夜の恋は終った         | 片山エツ子       | 三原一乃                    | 高見弘           | PW-96    |
| 36 | 1970年 9月25日 | B面  | 恋のブルース               | 片山エツ子       | 三原一乃                    | 高見弘           | PW-96    |
| 37 | 1971年 4月25日 | A面  | 身の上のブルース           | 西沢爽           | 中川博之                    | 土持城夫         | CW-1141  |
| 37 | 1971年 4月25日 | B面  | 或る女の人生               | 荒木とよひさ     | 中川博之                    | 土持城夫         | CW-1141  |
| 38 | 1972年 5月20日 | A面  | 湖のバラード               | 平井秀幸         | 佐伯一郎                    | 三木たかし       | CW-1239  |
| 38 | 1972年 5月20日 | B面  | むらさきの京都             | 能勢英男         | 佐伯一郎                    | 三木たかし       | CW-1239  |

### アルバム
| 発売日        | タイトル                                                           | レーベル         | 規格 | 規格品番     |
| ------------- | ------------------------------------------------------------------ | ---------------- | ---- | ------------ |
| 1963年        | ミッチーは歌う                                                     | ポリドール       | LP   | LPJ-120      |
| 1964年        | 歌えミッチー                                                       | ポリドール       | LP   | LPJM-6       |
| 2004年8月25日 | 青山ミチ ゴールデン☆ベスト                                         | 日本クラウン     | CD   | CRCN-20315   |
| 2011年5月18日 | 青山ミチ ゴールデン☆ベスト                                         | ユニバーサル     | CD   | UPCY-6658    |
| 2012年12月5日 | 青山ミチ ゴールデン☆ベスト【スペシャル・プライス】                 | ユニバーサル     | CD   | UPCY-9320    |
| 2015年2月4日  | 男ブルース 女ブルース クラウン・イヤーズ・シングル・コレクション+1 | ディスクユニオン | CD   | DSKA023〜024 |

### ソノシート
- スケバン・ロック（「カミソリQ子」名義）[8]

『まんがNo.1』付属ソノシートとして発表。東京12チャンネル（現：テレビ東京）『私がつくった番組 マイテレビジョン』の「赤塚不二夫の『激情No1』」の回に青山ミチが出演しこの曲を歌っている。
- カネツのうた(カネツ商事CMソング)

### タイアップ曲
| 年     | 楽曲     | タイアップ             |
| ------ | -------- | ---------------------- |
| 1963年 | 若い樹々 | 映画『若い樹々』主題歌 |

## 出演

### 映画
- 若い樹々（1963年）
- 特別機動捜査隊 東京駅に張り込め（1963年）
- 七人の刑事　女を探がせ（1963年）
- 下町の太陽（1963年）
- 悪名波止場（1963年）
- クレージーの怪盗ジバコ（1967年）
- わが命の唄 艶歌（1968年）
- 進め!ジャガーズ 敵前上陸（1968年）
- 舶来仁義 カポネの舎弟（1970年）
- 野良猫ロック マシン・アニマル（1970年）
- バンカク 関東SEX軍団（1973年）

### テレビドラマ
- ダイヤル110番(日本テレビ・讀賣テレビ)
- 白と黒（1962年、NET）- 宮本タマキ 役
- 特別機動捜査隊 第169話「春遠からじ」（1965年、NET）